# Herb Guernsey
Herb wyspy Guernsey, dependencji korony brytyjskiej, przedstawia czerwoną tarczę herbową z trzema identycznymi złotymi lwami, znajdującymi się jeden pod drugim. Nad tarczą znajduje się złota róża. Nadany został ok. 1279, modyfikowany w 1906. 
Herb ten wywodzi się z historycznego herbu Normandii (w obecnie używanym symbolu francuskiego regionu Normandia występują tylko dwa lwy), i przypomina bardzo wyglądem herb sąsiedniej wyspy Jersey oraz Anglii.